# Kisszentlászló
Kisszentlászló (románul: Laslău Mic, németül: Kleinlasseln) falu Romániában, Maros megyében.

## Története
1332-ben de Sancto Ladislao néven említik először. A települést erdélyi szász telepesek alapították.
A trianoni békeszerződésig Kis-Küküllő vármegye Erzsébetvárosi járásához tartozott.

## Népessége
2002-ben 406 lakosa volt, ebből 180 román, 179 cigány, 35 magyar és 12 német nemzetiségű.

## Vallások
A falu lakói közül 338-an ortodox, 16-an református, 3-an római katolikus , 29-en pünkösdista, 7-en baptista, 12-en evangélikus hitűek és 1 fő görögkatolikus.